# (6036) Weinberg
(6036) Weinberg ist ein Asteroid des Hauptgürtels, der am 13. Februar 1988 vom belgischen Astronomen Eric Walter Elst am La-Silla-Observatorium (IAU-Code 809) der Europäischen Südsternwarte in Chile entdeckt wurde.
Benannt wurde er zu Ehren des US-amerikanischen Physikers und Nobelpreisträgers Steven Weinberg (1933–2021), der 1979 gemeinsam mit Abdus Salam und Sheldon Lee Glashow den Nobelpreis für Physik für seine Erforschung der Elektroschwachen Wechselwirkung erhielt.